# Yurok

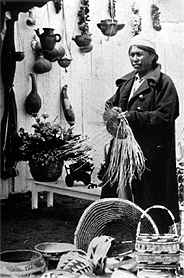
Yurok beim Korbflechten

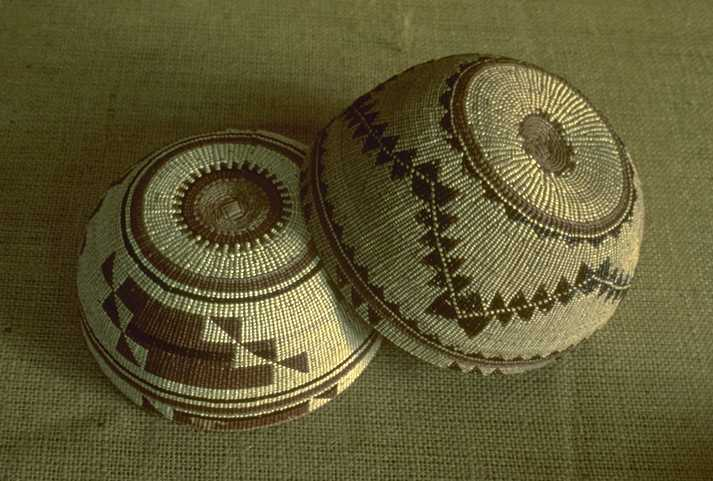
Körbe der Yurok

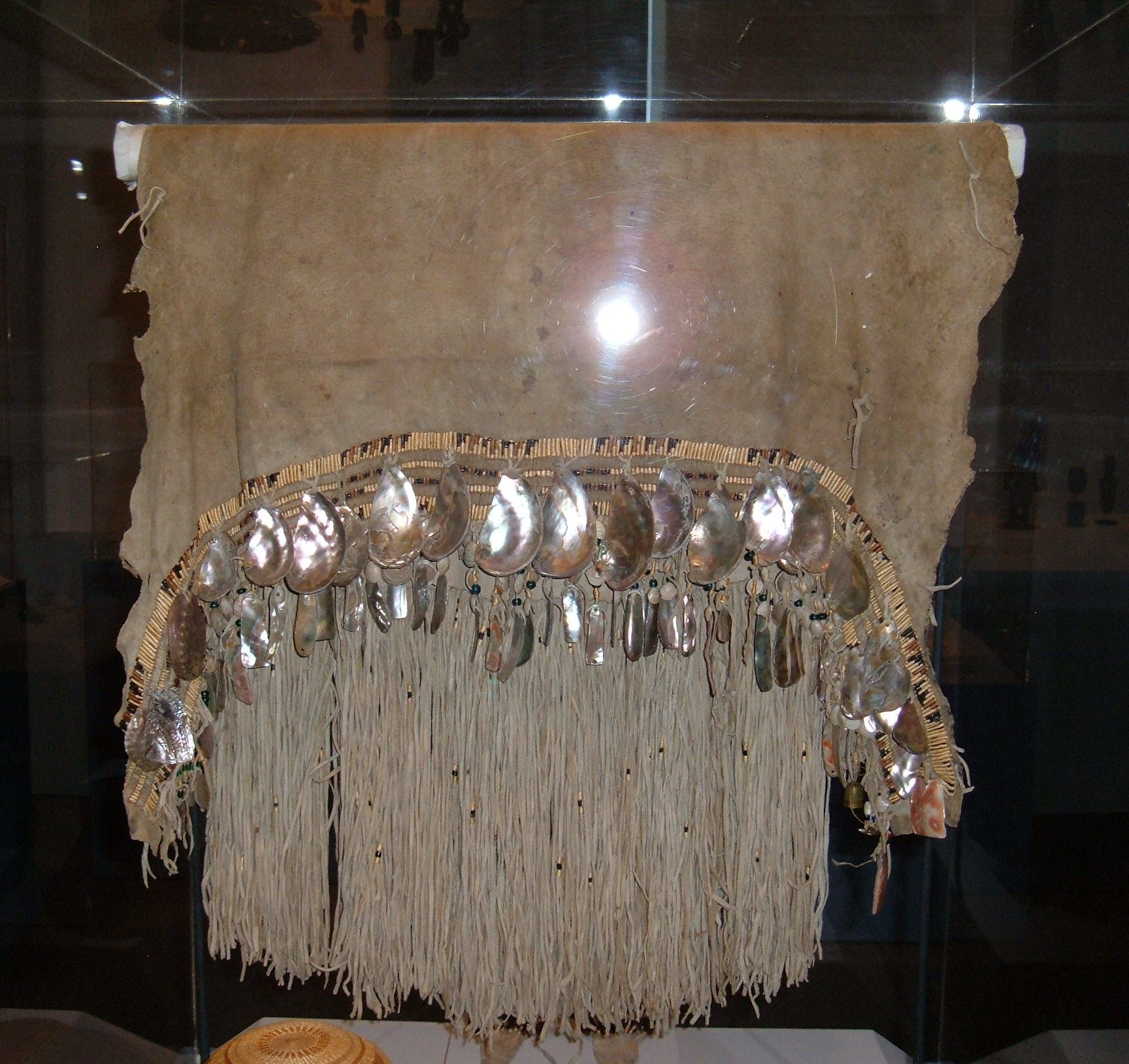
Lederhemd für zeremonielle Tänze

Die Yurok sind Indianer der US-Westküste, die in Nordkalifornien am unteren Klamath River und an der Pazifikküste lebten. Sie sprechen traditionell Yurok, eine Sprache aus der algischen Sprachfamilie. Der Name stammt von den benachbarten Karok und bedeutet flussabwärts. Heute bewohnen sie ein Reservat, das an der Mündung des Klamath River in ihrem ehemaligen Wohngebiet liegt.

## Kultur
Yurok-Dörfer waren klein; ein Dorf war eher eine Ansammlung unabhängiger, von einzelnen Familien bewohnter Häuser als eine geschlossene Gemeinde mit einer politischen Führung. Die Dorfbewohner teilten sich manchmal die Nutzungsrechte für Subsistenz-Gebiete und für die Ausführung verschiedener Rituale; jedoch die Rechte für die Fischerei, die Jagd und das Sammeln waren allgemein an bestimmte Häuser vergeben. Diese Rechte konnte man durch Vererbung, Mitgift, Blutgeld und Kauf erwerben. Neben den Wohnhäusern gab es die Schwitzhütten, in denen Männern der sozialen Basiseinheit schliefen, das waren männliche Verwandte der väterlichen Seite, denen das älteste Mitglied vorstand. Außerdem gab es im Dorf kleine separate Menstruationshütten für Frauen.
Die Yurok, deren Lebensgrundlage Lachs und Eicheln waren, stellten ausgezeichnete Korbwaren und Kanus aus Redwood-Bäumen her, die sie an die Stämme im Inland verkauften. Wohlstand ergab sich aus dem Besitz von Schnüren aus Dentalium-Muscheln, Obsidian-Klingen, Spechtskalps und Albino-Hirschfellen. Das Streben der Yurok galt dem Erreichen von Wohlstand. Oft gab es Streitigkeiten, die mit dem Zahlen von Blutgeld endeten, dessen Höhe in einer präzisen Skala je nach Bedeutung des Vergehens festgelegt war. Der Wert eines Menschenlebens hing von dessen sozialem Status ab. Der niedrigste Rang war der eines Sklaven. Die Yurok waren eines der wenigen amerikanischen Völker, die Sklaven hielten. Dabei handelte es sich um Schuldknechte oder Gefangene, die ihre Verwandten noch nicht ausgelöst hatten. Die Sklavenhaltung kam jedoch selten vor, da sie als unmoralisch galt. So gab es dementsprechende Bräuche, die gezielt darauf angelegt waren, die Gefahren dauerhafter Gefangenschaft und somit die Institution der Sklaverei unattraktiv zu machen.

## Religion
Religion äußerte sich in den persönlichen Bemühungen zur Erlangung übernatürlicher Hilfe, besonders durch rituelle Reinigungen, und in Ritualen für das öffentliche Wohlergehen. Die Hauptzeremonie der Yurok bildete der Welterneuerungs-Zyklus, dessen Ziele ausreichende Nahrung, Wohlstand und allgemeines Wohlbefinden waren. Die Zeremonie enthielt die Rezitation von magischen Formeln, in der die Worte eines alten spiritistischen Geschlechts wiederholt wurden, und verschiedene weitere Aktionen. Die spirituelle Kraft zur Heilung von Krankheiten war auf Frauen beschränkt, wodurch sie zu Ansehen und Wohlstand gelangen konnten.
Es gab zwei Typen von Medizinmännern, die Kegeyowor – die als Heiler wirkten – und die Weskweloy – die auch Krieger sein konnten. Beide beherrschten rituelle Trancetechniken, deren Erwerb sie auf übernatürliche Geistwesen zurückführten (eine ekstatische Seelenreise wie bei den sibirischen Schamanen kannten sie jedoch nicht).
Die Yurok kannten keinen Potlatch und keine Maskentänze, es gab auch keine besonderen Künste und andere Merkmale, die typisch für die meisten Kulturen des Nordwestens waren.

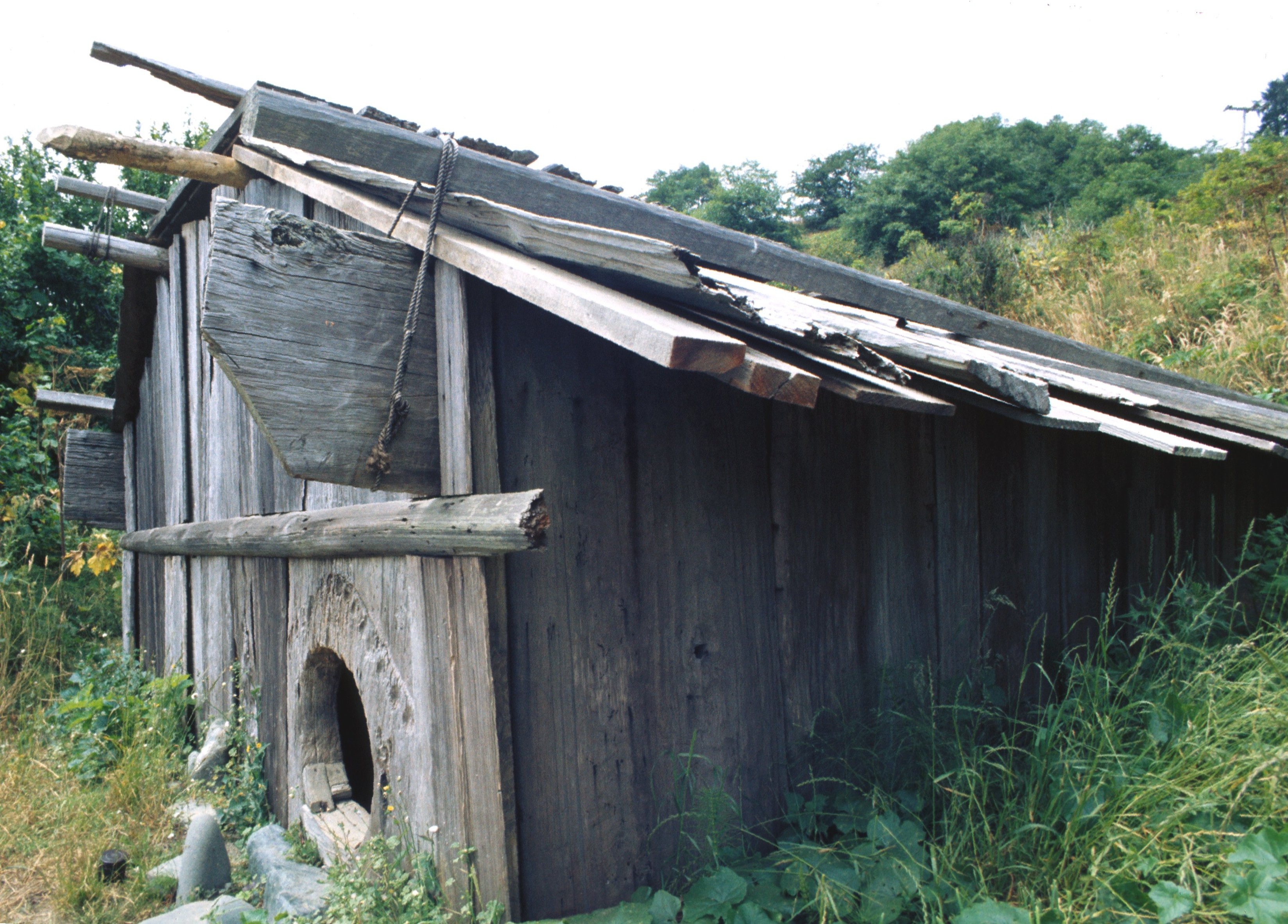
Rekonstruiertes Haus der Yurok im Redwood-Nationalpark
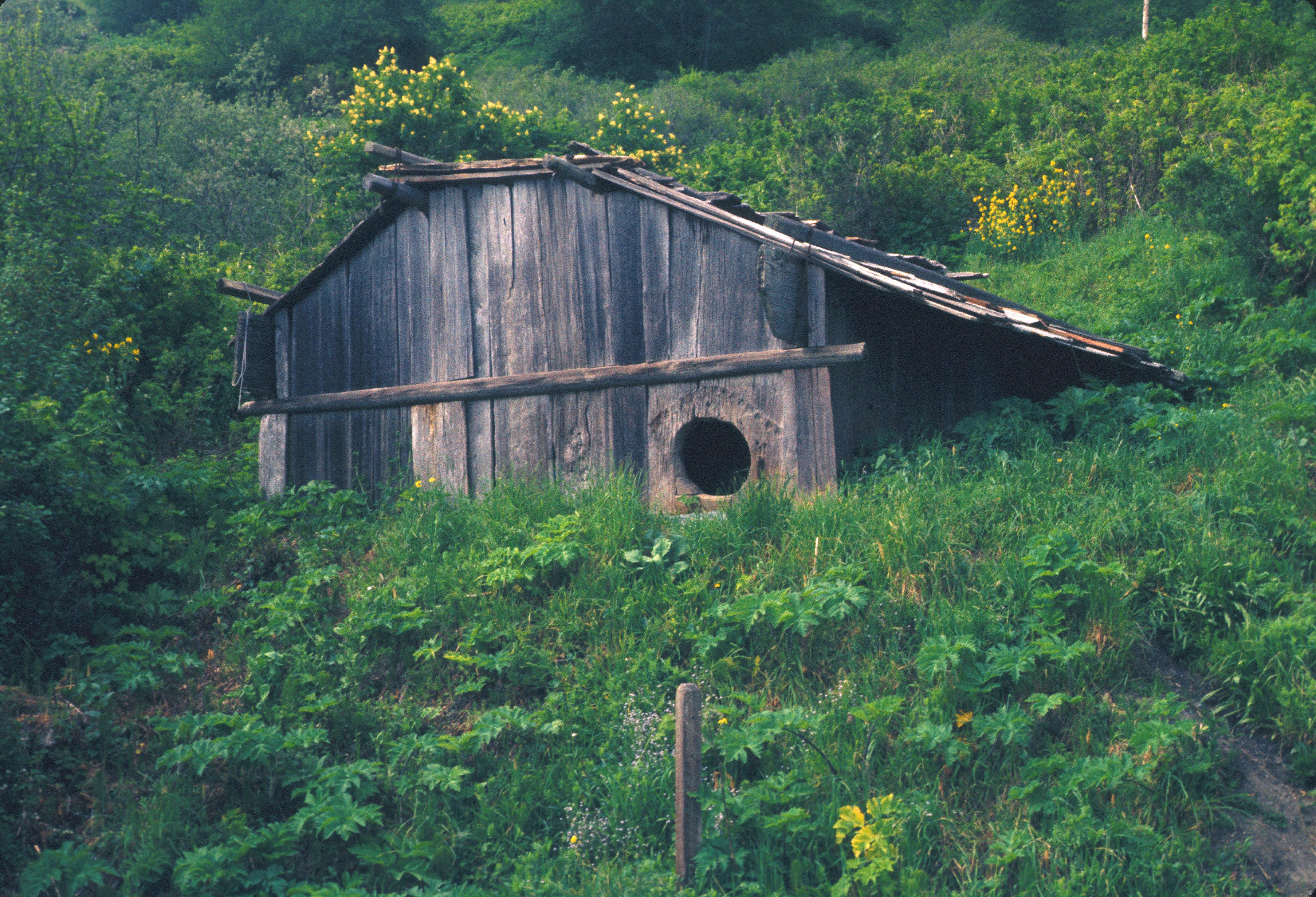
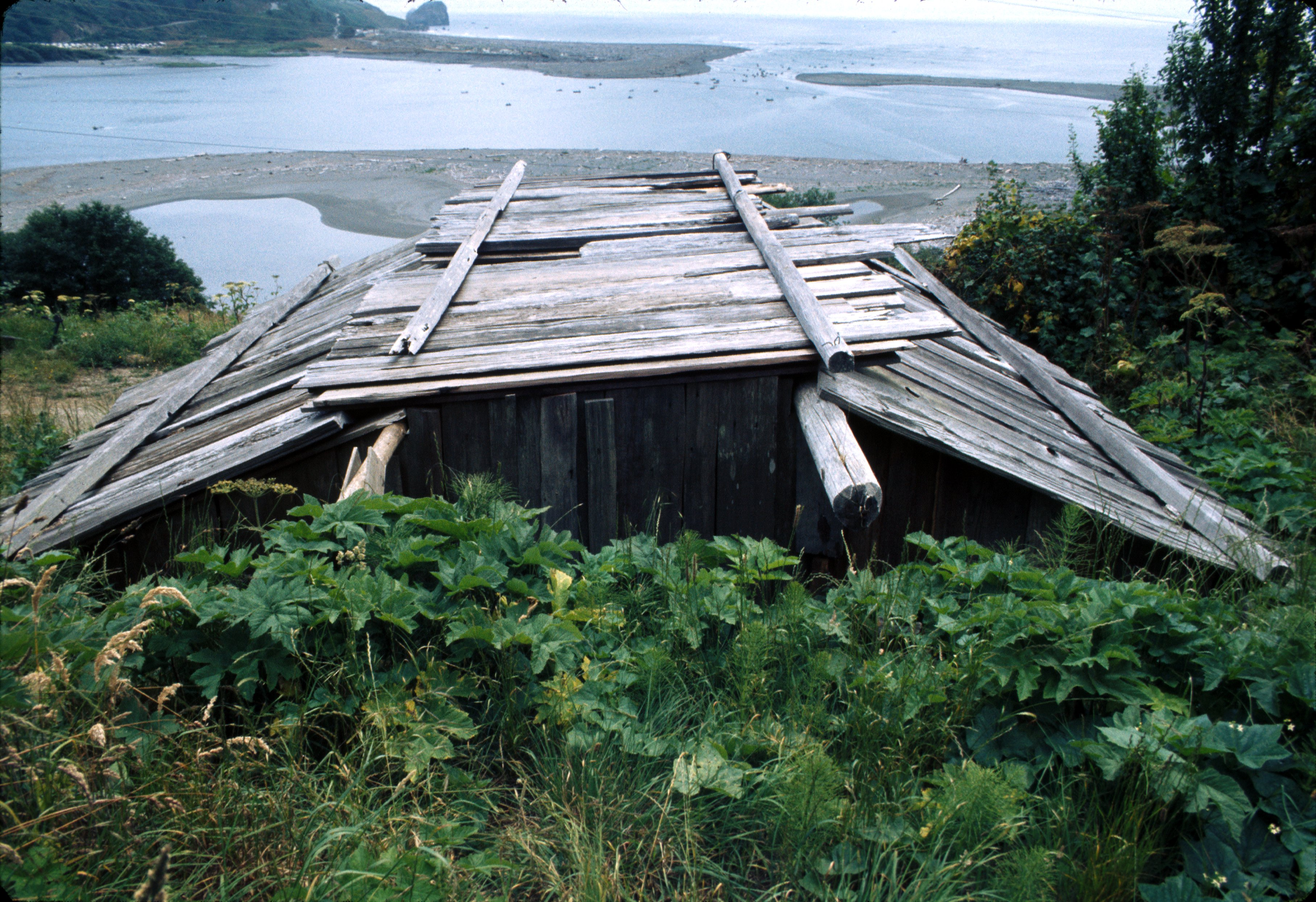
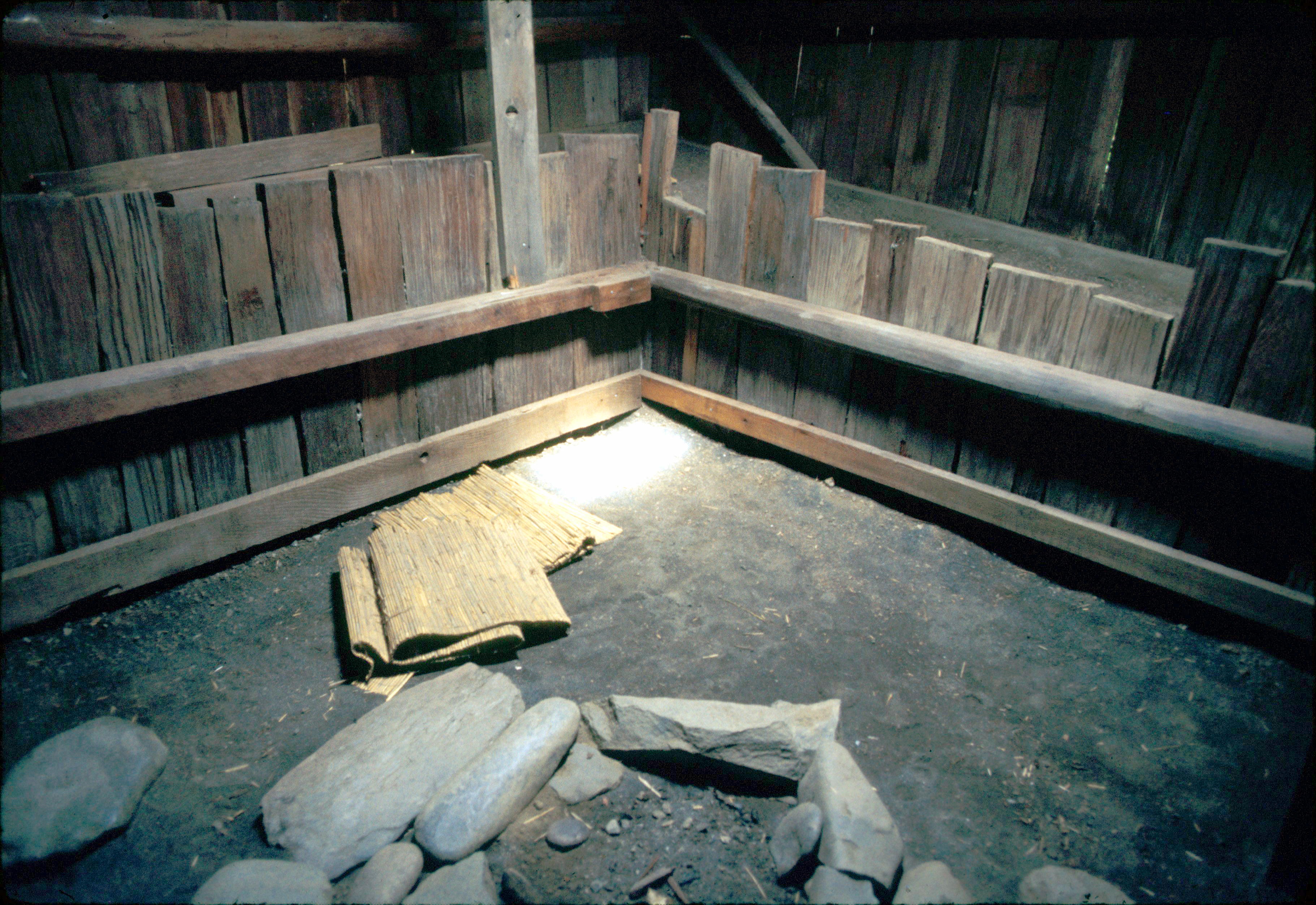

## Geschichte

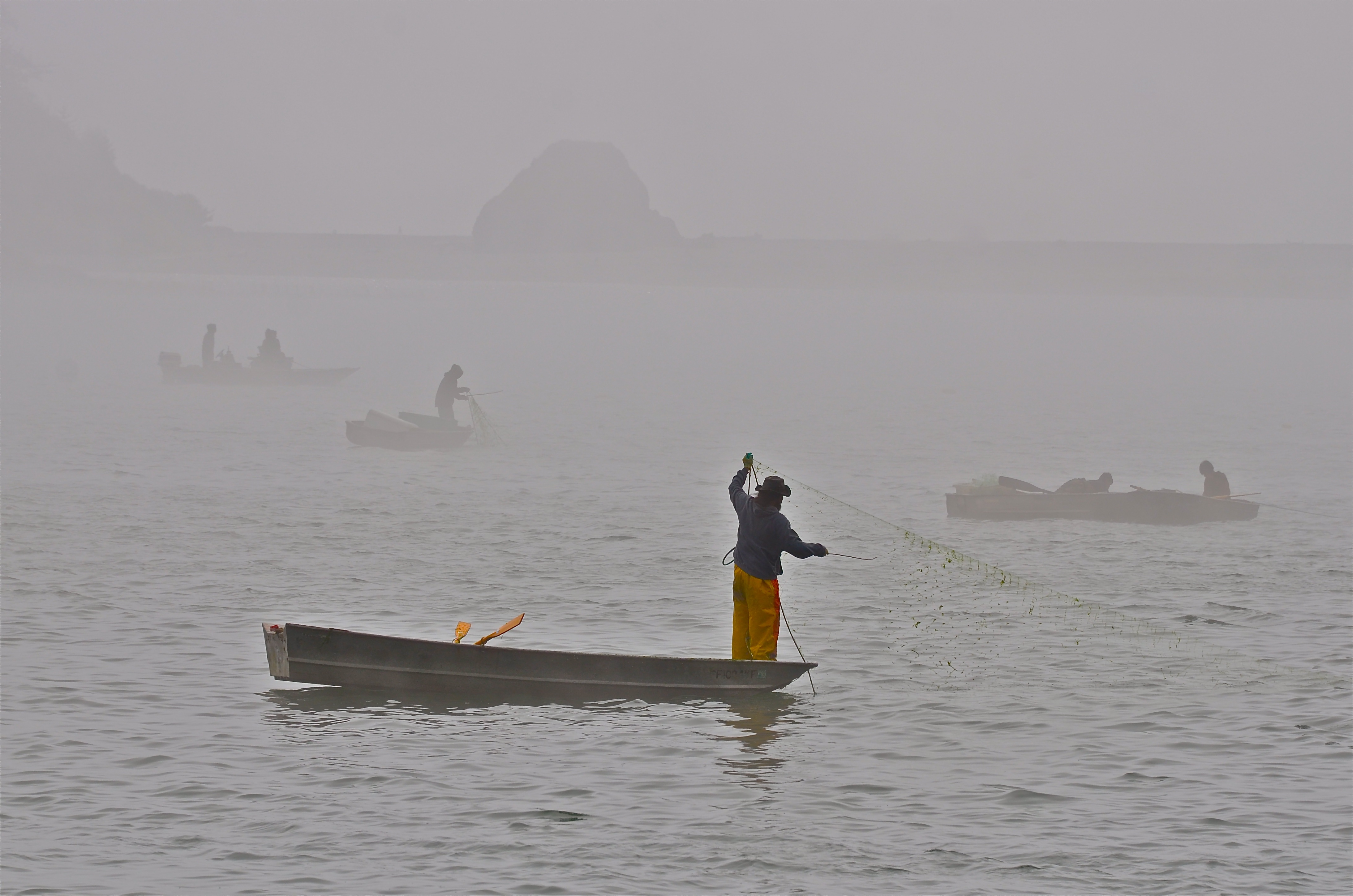
Die Yurok waren früher auf die Eicheln der kalifornischen Schwarzeiche und den Lachsfang spezialisiert. Insbesondere letzteres wird heute noch zur Selbstversorgung als Einkommensergänzung genutzt.

Während des nordamerikanischen Goldrauschs in der Mitte des 19. Jahrhunderts wurden die kalifornischen Indianer brutal unterdrückt und die Yurok bildeten keine Ausnahme. Den meisten Berichten nach waren die Yurok ein ruhiges und anspruchsloses Volk und hatten wenig Konflikte mit den Goldsuchern. Der Staat jedoch zahlte fünf Dollar Belohnung für den Kopf eines männlichen Indianers und die weißen Kopfjäger unterschieden nicht zwischen einem Karok-Krieger und einem friedlichen Yurok-Fischer. Alle kalifornischen Ureinwohner litten unter demselben Problem – mehr als 90 Prozent der indianischen Bevölkerung wurden im Laufe des 19. Jahrhunderts getötet.
Heute gibt es etwa 3.500 Yurok im nördlichen Kalifornien. Teilweise haben sie sich mit den benachbarten Wiyot vermischt. Nachdem die Yurok infolge des Goldrausches 90 Prozent ihres Territoriums an Forstunternehmen verloren hatten, erhielten sie 120 Jahre später, am 5. Juni 2025, in einem Abkommen rund 189 Quadratkilometer ihres angestammten Landes zurück, was den Landbesitz der Yurok mehr als verdoppelt. Bei dem Abschluss dieses Abkommens entlang des unteren Klamath River – eine Partnerschaft mit der Western Rivers Conservancy und weiteren Umweltorganisationen – handelt es sich um das größte „Land-Back“-Abkommen in der Geschichte Kaliforniens.

## Sprache
Die Sprache der Yurok ist entfernt verwandt mit der Nachbarsprache Wiyot. Man vermutet heute, dass sich beide Sprachen aus ein und derselben Ursprache heraus entwickelt haben. Die Anzahl der Muttersprachler beträgt im Jahre 2002 etwa 10, damit gehört diese Sprache zu den vom Aussterben bedrohten.